# Пантотенова киселина
Пантотеновата киселина (витамин В5) е витамин и есенциална хранителна съставка. Всички животни се нуждаят от пантотенова киселина, за да синтезират коензим А, който е от съществено значение за производството на клетъчна енергия и за синтеза и разграждането на протеини, въглехидрати и мазнини.
Пантотеновата киселина се открива в много растителни и животински продукти, включително зърнени храни, яйца, мляко и бобови растения.
Пантотеновата киселина е комбинация от пантоична киселина (HOCH2C(CH3)2CH(OH)COOH) и β-аланин (NH2CH2CH2COOH). Името ѝ идва от гръцкото πάντοθεν (pantothen), което означава „отвсякъде“, тъй като пантотеновата киселина, поне в малки количества, се съдържа в почти всички храни.
Витамин В5 е широко разпространен на пазара като D-пантотенова киселина, декспантенол и калциев пантотенат, които се създават лабораторно от D-панотенова киселина.
Пантотеновата киселина има широкоспектърно приложение, но няма достатъчно научни доказателства, които да подкрепят значението ѝ като самостоятелна терапевтична формула. Прилага се като помощна терапия по назначена схема при огромен брой заболявания, които могат да бъдат с различна тежест.
Пантотеновата киселина често се използва в комбинация с други витамини от група В. Витамин В комплекс най-често включва витамин В1 – тиамин, витамин В2 – рибофлавин, витамин В3 – ниацин или никотинамид, витамин В5 – пантотенова киселина, витамин В6 – пиридоксин, витамин В9 - фолиева киселина и витамин В12 – цианкобаламин.